# 10831 Takamagahara
10831 Takamagahara è un asteroide della fascia principale. Scoperto nel 1993, presenta un'orbita caratterizzata da un semiasse maggiore pari a 2,5951253 UA e da un'eccentricità di 0,2295903, inclinata di 1,39360° rispetto all'eclittica.